# Germanodactylus
Germanodactylus és un gènere de pterosaure pterodactiloïdeu del Juràssic superior que es trobà a Alemanya. Durant molt de temps es pensà que els espècimens pertanyien a Pterodactylus. La cresta del cap és un dels trets distintius d'aquest pterosaure.